# ليتيسيا بالما
ليتيسيا بالما (بالإسبانية: Leticia Palma)‏ هي ممثلة مكسيكية، ولدت في 23 ديسمبر 1926 في المكسيك، وتوفيت في 4 ديسمبر 2009 بمدينة مكسيكو في المكسيك.

## وصلات خارجية
- ليتيسيا بالما على موقع IMDb (الإنجليزية)
- ليتيسيا بالما على موقع قاعدة بيانات الفيلم (الإنجليزية)